# أليسون بيكدل
أليسون بيكدل (بالإنجليزية: Alison Bechdel) مواليد 10 سبتمبر 1960 في لاك هيفن، بنسيلفانيا، الولايات المتحدة، هي روائية أمريكية. من أشهر أعمالها بيت المرح.

## وصلات خارجية
- أليسون بيكدل على موقع IMDb (الإنجليزية)
- أليسون بيكدل على موقع الموسوعة البريطانية (الإنجليزية)
- أليسون بيكدل على موقع قاعدة بيانات برودواي على الإنترنت (الإنجليزية)
- أليسون بيكدل على موقع إن إن دي بي (الإنجليزية)

- الموقع الإلكتروني